# Моше Кацав
Моше́ Каца́в (івр. משה קצב) (* 5 грудня 1945, Язд, Іран) — ізраїльський державний діяч іранського походження, 8-й президент Ізраїлю (2000—2007).

## Біографія
Народився в Єзді, Іран. Сім'я переїхала до Тегерана, коли він був немовлям.
У серпні 1951 року вся родина Кацава емігрувала до Ізраїлю. Спочатку родину поселили до наметового табору «Шаар Ха-Алія» поблизу Хайфи, відтак Кацави переїхали до наметового табору на перехресті Кастина, де невдовзі виросло місто Кір'ят-Малахі. Середню освіту Моше Кацав здобував у молодіжному селі Бен-Шемен і в школі «Беєр Товія». Військову службу проходив у військах зв'язку, де дослужився до капрала. Під час служби отримував численні відпустки, аби допомогти родині.
Після закінчення служби в ЦАХАЛ Моше Кацав працював службовцем у банку Ха-Поалім, потім в НДІ сільського господарства. Також був кореспондентом газети «Єдіот Ахронот» з 1966—1968 рр. і очолював організацію «Цаїрей Бней Бріт», де познайомився зі своєю майбутньою дружиною Гілою Парадні.
У 1969 почав навчання в Єврейському університеті в Єрусалимі на факультетах історії та економіки. Очолював студентський осередок правої організації «ГАХАЛ». Моше Кацав є почесним доктором гуманітарних наук Університету Небраска.
В тому ж 1969 році в 24 роки став наймолодшим мером в історії Ізраїлю, очоливши муніципалітет Кір'ят-Малахі. Однак, через кілька місяців, Кацав лишив цю посаду. Пізніше він очолював цей муніципалітет у 1974—1981 роках.
Брав участь у Шестиденній війні.
22 березня 2011 року ізраїльський суд засудив екс-президента країни Моше Кацава, визнаного винним у скоєнні двох зґвалтувань та низці сексуальних домагань, до семи років ув'язнення; свою провину не визнав. Семирічний термін ув'язнення відбуває у в'язниці ізраїльського міста Рамле «Маасіягу».

## Робота в кнесеті та уряді
1977-1981 — обраний до кнесету від правої партії «Лікуд».
1978-1979 особисто зорганізував репатріацію іранських євреїв до Ізраїлю.
1981-1984 — міністр будівництва в урядах Менахема Бегіна й Іцхака Шаміра.
1984-1988 — міністр праці в уряді національної єдності.
1988-1992 — міністр транспорту в уряді Іцхака Шаміра.
1992-1996 — керівник опозиційного блоку Лікуд у парламенті.
В 1993 претендував на посаду лідера партії Лікуд, та на загальнопартійних виборах зазнав поразки, набрав лише 6,5 відсотків голосів.
1996-1999 — заступник прем'єр-міністра і міністр туризму в уряді Біньяміна Нетаньягу.
У 2000 висунутий від партії «Лікуд» кандидатом на посаду президента Ізраїлю.
2000-2007 — президент Ізраїлю, виграв у Шимона Переса. Моше Кацав став першим кандидатом від правих сил, обраним на посаду президента.